# Schönau (Pfalz)
Pour les articles homonymes, voir Schönau.
Schönau (Pfalz) est une municipalité de la Verbandsgemeinde Dahner Felsenland, dans l'arrondissement du Palatinat-Sud-Ouest, en Rhénanie-Palatinat, dans l'ouest de l'Allemagne.
S'y trouve la ruine médiévale du château de Blumenstein érigé vers 1260.